# جودی گیسون
جودی گیسون (انگلیسی: Judy Amanda Geeson؛ زادهٔ ۱۰ سپتامبر ۱۹۴۸) یک هنرپیشه اهل انگلستان است.

## گزیده فیلمشناسی
از فیلم‌ها یا برنامه‌های تلویزیونی که وی در آن نقش داشته‌است می‌توان به آثار زیر اشاره کرد.
- تقدیم با عشق (۱۹۶۷)

در این فیلم نقش دانش آموزی رو بازی می‌کند که شیفته معلم جوان سیاه پوست جدید خود شده است که به تازگی بعنوان معلم تازه کار وارد این مدرسه شده که بسیار دانش آموزان دبیرستانی هنجارشکنی دارد. به معلمین و مدیران سیستم آموزشی توصیه میشه این فیلم رو تماشا کنند. 
- برانیگان (۱۹۷۵)
- ماجراهای راننده تاکسی (۱۹۷۶)
- عقاب فرود آمده (۱۹۷۶)
- هودینی (۱۹۹۸)
- مادربزرگ (۲۰۱۵)
- ۳۱ (۲۰۱۶)
- بادبزن خانم ویندیرمیر (۱۹۷۲)
- اتاقی با یک منظره (۱۹۷۳)
- فضا: ۱۹۹۹ (۱۹۷۵)
- داستان‌های باورنکردنی (۱۹۸۰–۳)
- افسون‌شده (۲۰۰۰)
- دختران گیلمور (۲۰۰۱–۲)